# Ishigaki-jima
L'Ishigaki-jima (石垣島) est l'île principale de l'archipel des Îles Yaeyama au sud-ouest du Japon, faisant partie de l'archipel Sakishima, avec les îles Miyako à l'est et les îles Senkaku plus au nord, et donc de l'archipel Ryūkyū. L'île fait partie du parc national d'Iriomote-Ishigaki.

## Géographie
C'est l'île la plus peuplée de l'archipel, avec 47 666 habitants recensés en juillet 2007, dont la plus large part est concentrée dans la ville éponyme Ishigaki. L'aéroport d'Ishigaki-Painushima relie cet archipel lointain au Japon. Les bateaux desservant les autres îles de l'archipel, dont Taketomi-jima et Iriomote-jima, partent d'un petit port actif. Le terminal pour le ferry vers Okinawa Hontō n'est pas le même, il est environ un kilomètre plus loin.
Ishigaki est à environ 260 km de Taïwan, et à environ quarante minutes d'avion d'Okinawa.

## Tourisme
Ishigaki-jima est réputée pour au moins deux attractions touristiques : sa barrière de corail, comme la plupart des îles de l'archipel, et la configuration de la baie de Kabira, intéressante plage à environ une heure en bus de la ville principale. Sur la côte sud-est de l'île, Shiraho (白保) est un site protégé où s'épanouit le plus vaste récif de corail bleu au monde. À Kabira, un commerçant prétend être le premier à avoir fait les premières perles d'élevage noires.
Sur Ishigaki-jima ont été construits quelques énormes hôtels de luxe, comme celui d'All Nippon Airways (ANA), qui est comme une pyramide sur le front de mer. On trouve aussi des minshuku, par exemple dans le village de Shiraho, à cinq minutes à pied d'une plage déserte, protégée par la barrière de corail.
En se promenant dans la ville d'Ishigaki, ou bien dans les villages de la campagne environnante (par exemple à Shiraho), on pourra repérer quelques maisons de style okinawaïen protégées par un mur en blocs de coraux, maisons de bois avec une entrée protégeant des vents, un grand toit sur lequel trônent deux shīsā.
Avec une altitude de 525,5 m, le mont Omoto (於茂登岳, Omoto-dake) est la montagne la plus élevée de l'île

## Histoire
La présence d'humains est attestée à Ishigaki dès le Paléolithique mais sans que l'archéologie puisse établir s'il s'agissait ou non d'un peuplement permanent. Le paludisme a compliqué la vie sur l'île jusqu'au XXe siècle.
L'île est le théâtre d'une rébellion contre les autorités d'Okinawa en 1500, menée par le chef local Oyake Akahachi.